# Марк Абрагамс
Марк Абрагамс (англ. Marc Abrahams, нар. 1956) — американський популяризатор науки, редактор та співзасновник «Annals of Improbable Research», а також організатор та ведучий церемоній щорічного вручення Ігнобелівської премії. Раніше Абрагамс був редактором журналу «Невідтворювані результати».
Марк Абрагамс одружений з Робін Абрагамс, також відомою як «Міс поведінка», оглядачкою «Бостон Глоуб» .
Закінчив Гарвардський коледж за спеціальністю «Прикладна математика».